# John Ironmonger

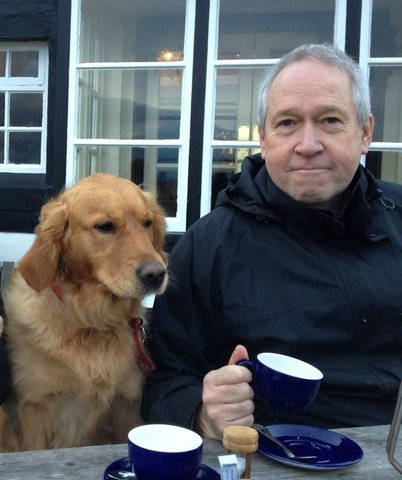
John Ironmonger (2013)

John W. Ironmonger (* 8. Juli 1954 in Nairobi, Kenia) ist ein britischer Schriftsteller.

## Leben
Ironmonger besuchte das St. Lawrence College, ein Internat in Ramsgate, Kent, bevor er Zoologie an den Universitäten von Nottingham und Liverpool studierte. Seine Doktorarbeit war eine Studie über die Ökologie von Süßwasser-Egeln. Er unterrichtete für kurze Zeit an der Universität von Ilorin, Nigeria, bevor er eine Karriere im Bereich der medizinischen Informatik in Großbritannien begann.

## Familie
Ironmonger ist mit seiner Frau Sue verheiratet und hat zwei Kinder. Seit 2017 lebt er  in Parkgate in Cheshire.

## Auszeichnungen
- 2012: The Notable Brain of Maximilian Ponder auf der Shortlist für den Costa First Novel Award in 2012.[1]
- 2015: Le Prix des Lecteurs (Reader’s Prize) at Littératures Européennes in Cognac (Frankreich) für die französische Übersetzung von The Coincidence Authority.[2]

## Werke

### Sachbuch
- 1994: The Good Zoo Guide, Harper Collins, ISBN 978-0-0021-9921-6.

### Romane
- 2012: The Notable Brain of Maximilian Ponder, George Weidenfeld & Nicolson, ISBN 978-0-2978-6609-1.
- 2013: The Coincidence Authority,  Weidenfeld & Nicolson, ISBN 978-0-2978-6612-1.
  - Das zufällige Leben der Azalea Lewis, dt. von Franca Fritz und Heinrich Koop, Loewe Verlag, Bindlach 2015, ISBN 978-3-7855-8332-6; Neuausgabe unter dem Titel Die unberechenbare Wahrscheinlichkeit des Zufalls, Loewe Verlag, Bindlach 2021, ISBN 978-3-7432-1303-6.
- 2015: Not Forgetting the Whale,  Weidenfeld & Nicolson, ISBN 978-0-2976-0821-9.
  - Der Wal und das Ende der Welt, dt. von Maria Poets und Tobias Schnettler, S. Fischer, Frankfurt am Main 2019, ISBN 978-3-1039-7427-0.
- 2020: The Many Lives of Heloise Starchild, Orion Books, ISBN 978-0-2976-0824-0.
- 2021: The Year of the Dugong, Kindle Novella
  - Das Jahr des Dugong, dt. von Tobias Schnettler, S. Fischer, Frankfurt am Main 2021, ISBN 978-3-10-397131-6.
- 2023: The Wager and the Bear
  - Der Eisbär und die Hoffnung auf morgen, dt. von Tobias Schnettler, S. Fischer, Frankfurt am Main 2023, ISBN 978-3-10-397503-1.